# Rugby en Argentina en 2018
El rugby en Argentina en 2018 tiene como principal novedad la eliminación del Campeonato Argentino, que enfrentaba las selecciones de las uniones provinciales. Además, se agregó un Torneo del Interior C, por lo que los torneos de la UAR se ampliaron a 80 clubes.

## Pumas
Luego de la ventana de junio, Mario Ledesma reemplazó a Daniel Hourcade como director técnico de los Pumas.

### Ventana de junio
Todos los partidos se encuentran en horario de Argentina (UTC -3:00).
| 9 de junio, 16:40 | Argentina                                                                                              | 10 - 23 | Gales | Estadio San Juan del Bicentenario, San Juan              |                                                          |
|                   | Try: Tomás Lezana 78' Conversión: (1/1) Santiago González Iglesias 78' Penal: (1/1) Nicolás Sánchez 3' | Reporte | Tries: 8' James Davies 27' George North Conversiones: 9', 28' Rhys Patchell (2/2) Penales: 36', 45' Rhys Patchell (2/3) 80' Gareth Anscombe (1/1) | Asistencia: 23 200 espectadores Árbitro(s): Andrew Brace | Asistencia: 23 200 espectadores Árbitro(s): Andrew Brace |
| TV: ESPN 2        | |         | |                                                          |                                                          |

| 16 de junio, 16:40 | Argentina                                                                             | 12 - 30 | Gales | Estadio B.G Estanislao López, Santa Fe                  |                                                         |
|                    | Tries: Bautista Delguy 38' Julián Montoya 80' Conversiones: (1/2) Nicolás Sánchez 80' | Reporte | Tries: 22' Josh Adams 55' Hallam Amos Conversiones: 23' Rhys Patchell (1/2) Penales: 8', 15', 33', 37', 41', 51' Rhys Patchell (6/7) | Asistencia: 26 820 espectadores Árbitro(s): Jaco Peyper | Asistencia: 26 820 espectadores Árbitro(s): Jaco Peyper |
| TV: ESPN 2         |                                                                                       |         | |                                                         |                                                         |

| 23 de junio, 16:40 | Argentina | 15 - 44 | Escocia | Estadio Centenario, Resistencia                            |                                                            |
|                    | Tries: Tomás Lezana 50' Santiago González Iglesias 61' Conversiones: (1/2) Nicolás Sánchez 50' Penales: (1/1) Nicolás Sánchez 18' | Reporte | Tries: 2', 39' George Horne 8' Blair Kinghorn 14' Stuart McInally 21' Magnus Bradbury 54' Dougie Fife Conversiones: 2', 8', 14', 22' Peter Horne (4/6) Penales: 28', 64' Peter Horne (2/2) | Asistencia: 22 340 espectadores Árbitro(s): Mathieu Raynal | Asistencia: 22 340 espectadores Árbitro(s): Mathieu Raynal |
| TV: ESPN           | |         | |                                                            |                                                            |

### Rugby Championship
| 18 de agosto, 12:05                                                                                                   | Sudáfrica | 34 - 21 | Argentina | Estadio Kings Park, Durban | |
| | Tries: Lukhanyo Am 7' Aphiwe Dyantyi 31', 41' Makazole Mapimpi 48', 52' Faf de Klerk 69' Conversiones: (2/6) Handré Pollard 43', 70' Penal: (0/1) Handré Pollard | Reporte | Tries: 14' Nicolás Sánchez 26' Pablo Matera 66' Matías Moroni Conversiones: 15', 28', 66' Nicolás Sánchez (3/3) | Asistencia: 27 460 espectadores Árbitro(s): Ben O'Keeffe Jueces de touch: Angus Gardner Andrew Brace Television Match Official: Simon McDowell | Asistencia: 27 460 espectadores Árbitro(s): Ben O'Keeffe Jueces de touch: Angus Gardner Andrew Brace Television Match Official: Simon McDowell |
| TV: ESPN 2 Diego Fortuny (Argentina) hizo su debut internacional. Pablo Matera (Argentina) alcanzó los 50 test match. | |         | | | |

| 25 de agosto, 16:10 | Argentina | 32 - 19 | Sudáfrica | Estadio Malvinas Argentinas, Mendoza | |
| | Tries: Bautista Delguy 18', 22' Nicolás Sánchez 26' Ramiro Moyano 45' Conversiones: (3/4) Nicolás Sánchez 19', 23', 27' Penales: (1/2) Nicolás Sánchez 4' Drop: (1/1) Nicolás Sánchez 36' | Reporte | Tries: · 13' Siya Kolisi · 47', 64' Lionel Mapoe · Conversiones: · 14', 48' Handré Pollard (2/3) · Tarjeta: · 24' hasta 34' Etzebeth | Asistencia: 26 800 espectadores Árbitro(s): Agnus Gardner Jueces de touch: Ben O'Keeffe Andrew Brace Television Match Official: Simon McDowell | Asistencia: 26 800 espectadores Árbitro(s): Agnus Gardner Jueces de touch: Ben O'Keeffe Andrew Brace Television Match Official: Simon McDowell |
| TV: ESPN 2 Facundo Bosch (Argentina) hizo su debut internacional. Este es el triunfo de Argentina con mayor margen sobre Sudáfrica, superando los 12 puntos de diferencia logrados en el 2015. | |         | | | |

| 8 de septiembre, 4:35                                                | Nueva Zelanda | 46 - 24 | Argentina | Trafalgar Park, Nelson | |
|                                                                      | Tries: Nehe Milner-Skudder 17' TJ Perenara 29', 57' Kieran Read 48' Shannon Frizell 73' Jack Goodhue 79' Conversiones: (5/6) Richie Mo'unga 19', 50', 58', 73', 80' Penales: (2/2) Richie Mo'unga 4', 40' | Reporte | Tries: 14' Ramiro Moyano 41' Nicolás Sánchez 69' Emiliano Boffelli Conversiones: 15', 42', 70' Nicolás Sánchez (3/3) Penales: 55' Nicolás Sánchez (1/2) | Asistencia: 21 440 espectadores Árbitro(s): Pascal Gaüzère Jueces de touch: Nigel Owens Nic Berry Television Match Official: Rowan Kitt | Asistencia: 21 440 espectadores Árbitro(s): Pascal Gaüzère Jueces de touch: Nigel Owens Nic Berry Television Match Official: Rowan Kitt |
| TV: ESPN 2 Juan Pablo Zeiss (Argentina) hizo su debut internacional. | |         | | | |

| 15 de septiembre, 7:05                                                                                       | Australia | 19 - 23 | Argentina | Robina Stadium, Gold Coast | |
| | Tries: Will Genia 10' Israel Folau 18' Dane Haylett-Petty 54' Conversiones: (2/2) Matt Toomua 11', 19' (0/1) Bernard Foley Penal: (0/1) Reece Hodge | Reporte | Tries: 14' Nicolás Sánchez 35' Bautista Delguy Conversiones: 15', 36' Nicolás Sánchez (2/2) Penales: 4', 76' Emiliano Boffelli (2/2) 47' Nicolás Sánchez (1/2) | Asistencia: 16 019 espectadores Árbitro(s): John Lacey Jueces de touch: Glen Jackson Paul Williams Television Match Official: Glenn Newman | Asistencia: 16 019 espectadores Árbitro(s): John Lacey Jueces de touch: Glen Jackson Paul Williams Television Match Official: Glenn Newman |
| TV: ESPN 2 Argentina consiguió su segunda victoria contra Australia de visita. La anterior fue 18-3 en 1983. | |         | | | |

| 29 de septiembre, 19:40 | Argentina | 17 - 35 | Nueva Zelanda | Estadio José Amalfitani, Buenos Aires                                                                                       | |
|                         | Tries: Tomás Cubelli 58' Emiliano Boffelli 67' Conversiones: (2/2) Nicolás Sánchez 58', 68' Penales: (1/2) Nicolás Sánchez 6' | Reporte | Tries: · 7', 29' Rieko Ioane · 17' Waisake Naholo · 54' Patrick Tuipulotu · 72' Anton Lienert-Brown · Conversiones: · 9', 18', 31', 56' Beauden Barrett (4/4) · 73' Richie Mo'unga (1/1) · Tarjeta: · 37' hasta 47' Sonny Bill Williams | Árbitro(s): Mathieu Raynal Jueces de touch: Jaco Peyper Marius van der Westhuizen Television Match Official: David Grashoff | Árbitro(s): Mathieu Raynal Jueces de touch: Jaco Peyper Marius van der Westhuizen Television Match Official: David Grashoff |
| TV: ESPN 2              | |         | | | |

| 6 de octubre | Argentina | 34 - 45 | Australia | Estadio Padre Ernesto Martearena, Salta |  |
|              |           | Reporte |           |                                         |  |

- Posición final: 4º puesto (2 victorias, 4 derrotas, 8 puntos)

### Ventana de noviembre
| 10 de noviembre | Irlanda | 28 - 17 | Argentina | Estadio Aviva, Dublín |  |

| 17 de noviembre | Francia | 28 - 13 | Argentina | Estadio Pierre-Mauroy, Villeneuve-d'Ascq |  |

| 24 de noviembre | Escocia | 14 - 9 | Argentina | Estadio Murrayfield, Edimburgo |  |

## Pumas VII

### Masculino

#### Serie Mundial de Rugby 7
- Seven de Dubái: 11.º puesto
- Seven de Sudáfrica: 2.º puesto
- Seven de Australia: 3.º puesto
- Seven de Nueva Zelanda: 10.º puesto
- Seven de Estados Unidos: 2.º puesto
- Seven de Canadá: 7.º puesto
- Seven de Hong Kong: 5.º puesto
- Seven de Singapur: 14.º puesto
- Seven de Inglaterra: 11.º puesto
- Seven de Francia: 9.º puesto
  - Posición final: 7.º puesto

#### Sudamérica Rugby Sevens
- Seven de Punta del Este: 8.º puesto
- Seven de Viña del Mar: 5.º puesto
  - Posición final: 7.º puesto

#### Otros torneos
- Juegos Suramericanos: 3.º puesto
- Copa del Mundo de Rugby 7: 5.º puesto

### Femenino

#### Serie Mundial Femenina de Rugby 7
- Seven Femenino de Hong Kong (clasificatorio): 8.º puesto

#### Otros torneos
- Juegos Suramericanos: 2.º puesto
- Torneo Valentín Martínez: 2.º puesto

## Argentina XV

### Americas Rugby Championship
Todos los partidos se encuentran en horario de Argentina (UTC -3:00).
| 3 de febrero, 22:10 | Estados Unidos | 17 - 10 | Argentina XV | StubHub Center, Carson                                 |                                                        |
|                     | Try: · Tony Lamborn 59' · Conversión: · (0/1) Will Magie · Penales: · (2/3) Will Magie 16', 42' · (2/2) Will Hooley 70', 77' · Tarjetas: · Titi Lamositele 19' hasta 29' · Cam Dolan 37' hasta 47' | Reporte | Try: · 38' Santiago Montagner · Conversión: · 39' Juan Cruz González (1/1) · Penales: · 23' Juan Cruz González (1/2) · Tarjetas: · Juan Cappiello 8' hasta 18' | Asistencia: 6500 espectadores Árbitro(s): Chris Assmus | Asistencia: 6500 espectadores Árbitro(s): Chris Assmus |
| TV: ESPN 3          | |         | |                                                        |                                                        |

| 10 de febrero, 17:40 | Argentina XV | 57 - 12 | Chile | Estadio Agustín Pichot, Ushuaia                         |                                                         |
|                      | Tries: Santiago Portillo 15' Try penal 34' Tomás Videla 35' Santiago Resino 46' Axel Zapata 51' Francisco Ferronato 56' Tomás Granella 64' Nicolás Sbrocco 71' Conversiones: (4/5) Juan Cruz González 15', 36', 52', 57' (2/2) Tomás Granella 65', 72' Penal: (1/1) Juan Cruz González 11' | Reporte | Tries: · 28' Tomás Ianiszewski · 40' Ítalo Zunino · Conversiones: · 41' Tomás Ianiszewski (1/2) · Tarjetas: · 33' hasta 43' Javier Richard · 54' hasta 64' Benjamín Soto · 62' hasta 72' Lucca Avelli | Asistencia: 900 espectadores Árbitro(s): Joaquín Montes | Asistencia: 900 espectadores Árbitro(s): Joaquín Montes |
| TV: ESPN 3           | |         | |                                                         |                                                         |

| 17 de febrero, 20:00 | Uruguay | 17 - 34 | Argentina XV | Estadio D. Burgueño Miguel, Maldonado                      |                                                            |
|                      | Tries: · Juan Manuel Cat 7', 12' · Nicolás Freitas 47' · Conversiones: · (1/3) Germán Albanell 8' · Penal: · (0/1) Germán Albanell · Tarjetas: · Mateo Sanguinetti 20' hasta 30' · Andrés Vilaseca 41' hasta 51' | Reporte | Tries: · 23' Juan Cruz González · 32' Francisco Ferronato · 51' Germán Schulz · 62' Rodrigo Etchart · 72' Lucas Mensa · Conversiones: · 33' Juan Cruz González (1/2) · Lucas Mensa (0/1) · 63', 73' Juan Cruz Mallía (2/2) · Penal: · 36' Juan Cruz González (1/2) · Tarjetas: · 41' hasta 51' Diego Galetto | Asistencia: 4000 espectadores Árbitro(s): Henrique Platais | Asistencia: 4000 espectadores Árbitro(s): Henrique Platais |
| TV: ESPN 3           | |         | |                                                            |                                                            |

| 24 de febrero, 20:10 | Argentina XV | 40 - 15 | Canadá | Estadio 23 de Agosto, Jujuy                              |                                                          |
|                      | Tries: Lucas Mensa 14' Santiago Álvarez 24' Santiago Resino 27', 45' Santiago Montagner 48' Gastón Arias 76' Conversiones: (4/5) Juan Cruz Mallía 25', 28', 46', 49' (1/1) Juan Cruz González 77' | Reporte | Tries: 31' Ray Barkwill 56' Phil Mack Conversiones: 57' Brock Staller (1/2) Penales: 11' Brock Staller (1/2) | Asistencia: 7500 espectadores Árbitro(s): Joaquín Montes | Asistencia: 7500 espectadores Árbitro(s): Joaquín Montes |
| TV: ESPN 3           | |         | |                                                          |                                                          |

| 3 de marzo, 17:00 | Brasil                                                                                                   | 8 - 28  | Argentina XV | Estadio Martins Pereira, São José dos Campos                 |                                                              |
|                   | Try: · Mauricio Canterle 39' · Penal: · (1/1) Joshua Reeves 22' · Tarjeta: · Matheus Rocha 76' hasta 80' | Reporte | Tries: 19' Axel Zapata 37' Felipe Ezcurra 45' Jerónimo Ureta 51'Santiago Resino Conversiones: 20', 38', 46', 52' Juan Cruz González (4/4) | Asistencia: 1193 espectadores Árbitro(s): Francisco González | Asistencia: 1193 espectadores Árbitro(s): Francisco González |
| TV: ESPN 3        | |         | |                                                              |                                                              |

- Posición final: Subcampeón con cuatro victorias y una derrota.

### Campeonato Sudamericano
Todos los partidos se encuentran en horario de Argentina (UTC -3:00).
| 5 de mayo, 15:30 | Paraguay | 3 - 64  | Argentina XV | Estadio Héroes de Curupayty, Asunción |                          |
|                  |          | Reporte |              | Árbitro(s): Frank Mendez              | Árbitro(s): Frank Mendez |

| 12 de mayo, 12:00 | Argentina XV | 33 - 36 | Brasil | Club Newman, Buenos Aires  |                            |
|                   |              | Reporte |        | Árbitro(s): Joaquín Montes | Árbitro(s): Joaquín Montes |

| 20 de mayo, 15:00 | Argentina XV | 64 - 15 | Uruguay XV | Club Newman, Buenos Aires    |                              |
|                   |              | Reporte |            | Árbitro(s): Henrique Platais | Árbitro(s): Henrique Platais |

- Posición final: Subcampeón con dos victorias y una derrota.

### Nations Cup
Todos los partidos se encuentran en horario de Argentina (UTC -3:00).
| 2 de junio, 12:30 | Argentina XV | 19 - 8  | Italia Emergente | Carrasco Polo Club, Montevideo |  |
|                   | Tries: Facundo Cordero 12' Gregorio del Prete 73' Santiago Portillo 80' Conversiones: (0/1) Tomás Granella (2/2) Joaquín Díaz Bonilla 74', 80' Penal: (0/1) Joaquín Díaz Bonilla | Reporte | Try: · 59' Pierre Bruno · Conversión: · Andrea Menniti-Ippolito (0/1) · Penales: · 15' Andrea Menniti-Ippolito (1/3) · Tarjetas: · 23' hasta 33' Luhandre Luus · 79' hasta 80' Federico Conforti |                                |  |

| 6 de junio, 12:30 | Argentina XV | 75 - 15 | Fiji Warriors | Carrasco Polo Club, Montevideo |  |
|                   | Tries: Matías Moroni 2' Nicolás Solveyra 6' Manuel Montero 17' Gaspar Baldunciel 30' Gregorio del Prete 42' Joaquín Díaz Bonilla 49' Lucas Mensa 56', 78' Tomás Jorge 64' Rodrigo Bruni 67' Facundo Cordero 80' Conversiones: (10/11) Joaquín Díaz Bonilla 3', 7', 19', 44', 50', 57', 65', 68', 79', 80' | Reporte | Tries: · 12' Apete Daveta · 76' Asaeli Atunaisa · Conversiones: · 13' Enele Malele (1/2) · Penales: · 36' Enele Malele (1/1) · Tarjetas: · 30' hasta 40' Vasikali Mudu · 54' hasta 64' Joeli Veitayaki |                                |  |

| 10 de junio, 15:00 | Argentina XV | 20 - 26 | Uruguay | Estadio Parque Artigas, Las Piedras |  |
|                    |              | Reporte |         |                                     |  |

- Posición final: Subcampeón con dos victorias y una derrota.

### Rugby Summer Cup
Todos los partidos se encuentran en horario de Argentina (UTC -3:00).
| 28 de julio, 12:00 | Georgia | 23 - 22 | Argentina XV | Estadio Mikheil Meskhi, Tiflis |                            |
|                    |         | Reporte |              | Árbitro(s): Shota Tevzadze     | Árbitro(s): Shota Tevzadze |

| 3 de agosto, 12:00 | Racing 92 | 14 - 8  | Argentina XV | Estadio Mikheil Meskhi, Tiflis |                             |
|                    |           | Reporte |              | Árbitro(s): Nika Amashukeli    | Árbitro(s): Nika Amashukeli |

### Americas Pacific Challenge
Todos los partidos se encuentran en horario de Argentina (UTC -3:00).
| 6 de octubre, 11:00 | Argentina XV | 31 - 36 | Samoa A | Estadio Charrúa, Montevideo |  |
|                     |              | Reporte |         |                             |  |

| 10 de octubre, 16:00 | Argentina XV | 45 - 5  | Canadá A | Estadio Charrúa, Montevideo |  |
|                      |              | Reporte |          |                             |  |

| 14 de octubre, 13:30 | Argentina XV | 55 - 15 | USA Select XV | Estadio Charrúa, Montevideo |  |
|                      |              | Reporte |               |                             |  |

## Jaguares
Ante el cambio de formato del Super Rugby, el equipo argentino integrará la única conferencia africana. En octubre de 2017, la UAR anunció que contrató a Mario Ledesma como nuevo entrenador de los Jaguares.
Los Jaguares finalizaron la temporada regular en el segundo puesto en la conferencia sudafricana, con un saldo de 9 victorias y 7 derrotas, destacándose dos victorias de visitante ante equipos neozelandeses. En la postemporada, los Jaguares perdieron en cuartos de final contra los Lions, eventuales subcampeones del certamen.

### Fase regular
Todos los partidos se encuentran en horario de Argentina (UTC -3:00).
| 17 de febrero, 10:05 | Stormers | 28 - 20 | Jaguares | Newlands Stadium, Ciudad del Cabo                       |                                                         |
|                      | Tries: · Damian de Allende 19' · Siya Kolisi 32' · Raymond Rhule 41' · Conversiones: · (2/3) Damian Willemse 20', 42' · Penales: · (3/3) Damian Willemse 28', 57', 80' · Tarjeta: · Ramone Samuels 65' hasta 75' | Reporte | Tries: · 46' Emiliano Boffelli · 67' Try penal · Conversiones: · 47' Nicolás Sánchez (1/1) · Penales: · 5' Nicolás Sánchez (1/1) · 22' Emiliano Boffelli (1/1) · Tarjeta: · 27' hasta 37' Joaquín Tuculet | Asistencia: 18 093 espectadores Árbitro(s): Jaco Peyper | Asistencia: 18 093 espectadores Árbitro(s): Jaco Peyper |
| TV: ESPN 2           | |         | |                                                         |                                                         |

| 24 de febrero, 10:05 | Lions | 47 - 27 | Jaguares | Estadio Ellis Park, Johannesburgo |                         |
|                      | Tries: Aphiwe Dyantyi 27', 52' Try penal 33' Andries Coetzee 39' Sylvian Mahuza 47' Rohan Janse van Rensburg 64' Warren Whiteley 79' Conversiones: (5/6) Elton Jantjies 40', 49', 53', 65', 80' | Reporte | Tries: · 3' Emiliano Boffelli · 72', 76' Bautista Delguy · Conversiones: · 4', 72', 78' Nicolás Sánchez (3/3) · Penales: · 18' Emiliano Boffelli (1/1) · 51' Nicolás Sánchez (1/1) · Tarjetas: · 35' hasta 45' Bautista Delguy · 71' hasta 80' Julián Montoya | Árbitro(s): Jaco Peyper           | Árbitro(s): Jaco Peyper |
| TV: ESPN 2           | |         | |                                   |                         |

| 3 de marzo, 18:40 | Jaguares                                                             | 9 - 34  | Hurricanes | Estadio José Amalfitani, Buenos Aires |                         |
|                   | Penales: (3/4) Nicolás Sánchez 16', 41', 47' (0/1) Emiliano Boffelli | Reporte | Tries: · 8' Ben Lam · 26' Ngani Laumape · 53' Matt Proctor · 64' Vince Aso · 79' Blade Thomson · Conversiones: · 10', 55', 65' Beauden Barrett (3/4) · Jackson Garden-Bachop (0/1) · Penales: · Beauden Barrett (0/1) · 78' Jackson Garden-Bachop (1/1) · Tarjeta: · 56' hasta 66' Ben May | Árbitro(s): Nick Briant               | Árbitro(s): Nick Briant |
| TV: ESPN 2        |                                                                      |         | |                                       |                         |

| 10 de marzo, 18:40 | Jaguares | 38 - 28 | Waratahs | Estadio José Amalfitani, Buenos Aires |                         |
|                    | Tries: Emiliano Boffelli 1', 11' Joaquín Tuculet 16' Nicolás Sánchez 18' Bautista Delguy 40' Matías Orlando 72' Conversiones: (4/5) Nicolás Sánchez 1', 12', 17', 41' (0/1) Joaquín Díaz Bonilla Penal: (0/1) Nicolás Sánchez | Reporte | Tries: 34' Jed Holloway 46' Curtis Rona 79' Nick Palmer 80' Israel Folau Conversiones: 35', 47', 79', 81' Bernard Foley (4/4) | Árbitro(s): Mike Fraser               | Árbitro(s): Mike Fraser |
| TV: ESPN           | |         | |                                       |                         |

| 17 de marzo, 18:40 | Jaguares                                                       | 7 - 18  | Reds | Estadio José Amalfitani, Buenos Aires |                           |
|                    | Try: Bautista Delguy 6' Conversiones: (1/1) Nicolás Sánchez 7' | Reporte | Tries: 28' Brandon Paenga-Amosa 47' Filipo Daugunu Conversiones: 48' James Tuttle (1/2) Penales: 4', 36' James Tuttle (2/2) | Árbitro(s): Paul Williams             | Árbitro(s): Paul Williams |
| TV: ESPN 2         |                                                                |         | |                                       |                           |

| 24 de marzo, 16:40 | Jaguares | 49 - 35 | Lions | Estadio José Amalfitani, Buenos Aires                    |                                                          |
|                    | Tries: Bautista Delguy 1' Emiliano Boffelli 27', 47' Javier Ortega Desio 40', 71' Bautista Ezcurra 65' Conversiones: (5/6) Nicolás Sánchez 2', 40', 48', 65', 72' Penales: (3/3) Nicolás Sánchez 10', 37', 74' | Reporte | Tries: 16' Marvin Orie 22' Sylvian Mahuza 56', 67' Malcolm Marx 62' Lourens Erasmus Conversiones: 18', 23', 57', 62', 68' Elton Jantjies (5/5) | Asistencia: 5500 espectadores Árbitro(s): Jamie Nutbrown | Asistencia: 5500 espectadores Árbitro(s): Jamie Nutbrown |
| TV: ESPN 2         | |         | |                                                          |                                                          |

| 7 de abril, 18:40 | Jaguares                                                                                      | 14 - 40 | Crusaders | Estadio José Amalfitani, Buenos Aires                                 |                                                                       |
|                   | Tries: Joaquín Tuculet 44' Emiliano Boffelli 52' Conversiones: (2/2) Nicolás Sánchez 45', 53' | Reporte | Tries: 6', 14' George Bridge 33', 69' Manasa Mataele 49' Mitchell Hunt 67' Ryan Crotty Conversiones: 15', 33', 50', 68' Mitchell Hunt (4/5) 70' Mike Delany (1/1) | Asistencia: 10 000 espectadores Árbitro(s): Marius van der Westhuizen | Asistencia: 10 000 espectadores Árbitro(s): Marius van der Westhuizen |
| TV: ESPN 3        |                                                                                               |         | |                                                                       |                                                                       |

| 14 de abril, 02:15 | Rebels | 22 - 25 | Jaguares | AAMI Park, Melbourne  |                       |
|                    | Tries: · Bill Meakes 10' · Marika Koroibete 18' · Dane Haylett-Petty 49' · Conversiones: · (2/3) Jack Debreczeni 11', 20' · Penales: · (1/2) Jack Debreczeni 65' · Tarjeta: · Tetera Faulkner 56' hasta 66' | Reporte | Tries: 51' Sebastián Cancelliere 57' Ramiro Moyano 74' Bautista Ezcurra Conversiones: 51', 76' Nicolás Sánchez (2/3) Penales: 8', 45' Nicolás Sánchez (2/3) | Árbitro(s): Nic Berry | Árbitro(s): Nic Berry |
| TV: ESPN 2         | |         | |                       |                       |

| 22 de abril, 03:05 | Brumbies | 20 - 25 | Jaguares | Estadio Canberra, Canberra |                           |
|                    | Tries: Tom Banks 35', 40' Chance Peni 66' Conversiones: (1/3) Wharenui Hawera 67' Penal: (1/1) Wharenui Hawera 80' | Reporte | Tries: · 5' Matías Orlando · 59' Jerónimo de la Fuente · 71' Emiliano Boffelli · Conversiones: · 6', 60' Nicolás Sánchez (2/3) · Penales: · 13', 16' Nicolás Sánchez (2/4) · Tarjeta: · 48' hasta 58' Emiliano Boffelli | Árbitro(s): Angus Gardner  | Árbitro(s): Angus Gardner |
| TV: ESPN 2         | |         | |                            |                           |

| 28 de abril, 04:35 | Blues | 13 - 20 | Jaguares | Eden Park, Auckland       |                           |
|                    | Tries: · Tumua Manu 17' · Matt Duffie 28' · Conversiones: · (0/2) Stephen Perofeta · Penal: · (1/1) Stephen Perofeta 36' · Tarjeta: · Akira Ioane 13' hasta 23' | Reporte | Tries: 14' Agustín Creevy 54' Emiliano Boffelli 62' Tomás Lezana Conversiones: 63' Nicolás Sánchez (1/3) Penal: 67' Nicolás Sánchez (1/1) | Árbitro(s): Paul Williams | Árbitro(s): Paul Williams |
| TV: ESPN 2         | |         | |                           |                           |

| 4 de mayo, 04:35 | Chiefs | 19 - 23 | Jaguares | Rotorua International Stadium, Rotorua |                         |
|                  | Try: · Jesse Parete 80' · Conversión: · (1/1) Damian McKenzie 80' · Penales: · (4/5) Damian McKenzie 8', 24', 39', 40' · Tarjetas: · Michael Allardice 50' hasta 60' · Liam Messam 51' hasta 61' | Reporte | Tries: 26' Ramiro Moyano 51' Try penal Conversión: 28' Nicolás Sánchez (1/1) Penales: 20' Emiliano Boffelli (1/1) 43', 71' Nicolás Sánchez (2/3) | Árbitro(s): Mike Fraser                | Árbitro(s): Mike Fraser |
| TV: ESPN 2       | |         | |                                        |                         |

| 19 de mayo, 18:40 | Jaguares | 54 - 24 | Bulls | Estadio José Amalfitani, Buenos Aires |                              |
|                   | Tries: · Nicolás Sánchez 7' · Bautista Delguy 40', 55' · Marcos Kremer 48' · Matías Orlando 62' · Sebastián Cancelliere 74' · Emiliano Boffelli 80' · Conversiones: · (5/7) Nicolás Sánchez 8', 40', 49', 56', 80' · Penales: · (3/3) Nicolás Sánchez 14', 18', 46' · (0/1) Emiliano Boffelli · Tarjeta: · Juan Cruz Mallía 77' | Reporte | Tries: 12' Warrick Gelant 70' Nick de Jager 78' André Warner Conversiones: 13' Handré Pollard (1/1) 71', 79' Manie Libbok (2/2) Penales: 37' Handré Pollard (1/1) | Árbitro(s): Federico Anselmi          | Árbitro(s): Federico Anselmi |
| TV: ESPN 2        | |         | |                                       |                              |

| 25 de mayo, 16:40 | Jaguares | 29 - 13 | Sharks | Estadio José Amalfitani, Buenos Aires |                           |
|                   | Tries: Ramiro Moyano 29', 32', 80' Bautista Delguy 71' Conversiones: (3/4) Nicolás Sánchez 30', 34', 72' Penales: (1/1) Nicolás Sánchez 13' | Reporte | Try: · 40' Ruan Botha · Conversiones: · 40' Robert du Preez (1/1) · Penales: · 50', 54' Robert du Preez (2/4) · Tarjeta: · 74' Ruan Botha | Árbitro(s): Paul Williams             | Árbitro(s): Paul Williams |
| TV: ESPN 2        | |         | |                                       |                           |

| 30 de junio, 14:40 | Jaguares | 25 - 14 | Stormers                                                                                       | Estadio José Amalfitani, Buenos Aires |                           |
|                    | Tries: Bautista Delguy 12' Guido Petti Pagadizábal 15' Matías Orlando 41' Conversiones: (2/3) Nicolás Sánchez 13', 42' Penales: (2/3) Nicolás Sánchez 4', 73' | Reporte | Tries: 25' Sikhumbuzo Notshe 60' Dillyn Leyds Conversiones: 26', 61' Jean-Luc du Plessis (2/2) | Árbitro(s): Angus Gardner             | Árbitro(s): Angus Gardner |
| TV: ESPN 3         | |         |                                                                                                |                                       |                           |

| 7 de julio, 10:05 | Bulls | 43 - 34 | Jaguares | Estadio Loftus Versfeld, Pretoria |                          |
|                   |       | Reporte |          | Árbitro(s): Egon Seconds          | Árbitro(s): Egon Seconds |
| TV: ESPN 3        |       |         |          |                                   |                          |

| 14 de julio, 12:15 | Sharks | 20 - 10 | Jaguares | Estadio Kings Park, Durban   |                              |
|                    |        | Reporte |          | Árbitro(s): Rasta Rasivhenge | Árbitro(s): Rasta Rasivhenge |
| TV: ESPN 3         |        |         |          |                              |                              |

### Fase final
Cuartos de final
| 22 de julio, 10:05 | Lions | 40 - 23 | Jaguares | Estadio Ellis Park, Johannesburgo |                         |
|                    |       | Reporte |          | Árbitro(s): Jaco Peyper           | Árbitro(s): Jaco Peyper |
| TV: ESPN 2         |       |         |          |                                   |                         |

## Pumas M20
- Sudamérica Rugby Cup Juvenil: Campeón
- Campeonato Mundial: 6.º puesto

## Pumas M18
- Sudamericano Juvenil M18: Campeón invicto

## Torneos nacionales de clubes
Zonas del Nacional de Clubes y Torneo del Interior 2018
| - Alumni - Belgrano - CUBA - Hindú | - Newman - San Luis - Pucará - SIC |

| - CASI - Lomas - Regatas - San Martín |

### Torneo Nacional de Clubes A
| Posición                  | Equipo              | Región   |
| ------------------------- | ------------------- | -------- |
| Campeón                   | Hindú               | URBA     |
| Final de campeonato       | Newman              | URBA     |
| Semifinales de campeonato | Pucará              | URBA     |
| Semifinales de campeonato | San Luis            | URBA     |
| Cuartos de campeonato     | Duendes             | Litoral  |
| Cuartos de campeonato     | Alumni              | URBA     |
| Cuartos de campeonato     | Belgrano            | URBA     |
| Cuartos de campeonato     | SIC                 | URBA     |
| Cuartos de descenso       | CUBA                | URBA     |
| Cuartos de descenso       | Tala                | Centro   |
| Cuartos de descenso       | Jockey de Rosario   | Litoral  |
| Cuartos de descenso       | Tucumán Rugby       | Noroeste |
| Semifinales de descenso   | Los Tarcos          | Noroeste |
| Semifinales de descenso   | Tucumán Lawn Tennis | Noroeste |
| Final de descenso         | La Tablada          | Centro   |
| Descenso                  | Natación y Gimnasia | Noroeste |

### Torneo Nacional de Clubes B
| Posición               | Equipo                | Región   |
| ---------------------- | --------------------- | -------- |
| Campeón                | Urú Curé              | Centro   |
| Final de ascenso       | Gimnasia y Esgrima    | Litoral  |
| Semifinales de ascenso | CASI                  | URBA     |
| Semifinales de ascenso | Los Tordos            | Oeste    |
| Cuartos de ascenso     | Lomas                 | URBA     |
| Cuartos de ascenso     | Regatas Bella Vista   | URBA     |
| Cuartos de ascenso     | IPR Sporting          | Pampeana |
| Cuartos de ascenso     | Mar del Plata         | Pampeana |
| Primera fase           | San Martín            | URBA     |
| Primera fase           | Palermo Bajo          | Centro   |
| Primera fase           | Estudiantes           | Litoral  |
| Primera fase           | Universitario Tucumán | Noroeste |
| Primera fase           | Old Christians        | Uruguay  |
| Primera fase           | Old Boys              | Uruguay  |
| Final de descenso      | Córdoba Athletic      | Centro   |
| Descenso               | Jockey de Salta       | Noroeste |

### Torneo del Interior A
| Posición                | Equipo                | Región     |
| ----------------------- | --------------------- | ---------- |
| Campeón                 | CURNE                 | Noreste    |
| Final de ascenso        | Huirapuca             | Noroeste   |
| Semifinales de ascenso  | Marista               | Oeste      |
| Semifinales de ascenso  | Liceo                 | Oeste      |
| Cuartos de ascenso      | Jockey de Córdoba     | Centro     |
| Cuartos de ascenso      | Universitario Córdoba | Centro     |
| Cuartos de ascenso      | Lince                 | Noroeste   |
| Cuartos de ascenso      | Peumayén              | Oeste      |
| Cuartos de descenso     | Old Resian            | Litoral    |
| Cuartos de descenso     | Santa Fe Rugby        | Litoral    |
| Cuartos de descenso     | San Ignacio           | Pampeana   |
| Cuartos de descenso     | Neuquén Rugby         | Patagónica |
| Semifinales de descenso | CRAI                  | Litoral    |
| Semifinales de descenso | Sportiva              | Pampeana   |
| Final de descenso       | Montevideo Cricket    | Uruguay    |
| Descenso                | Taragüy               | Noreste    |

### Torneo del Interior B
| Posición                | Equipo                      | Región     |
| ----------------------- | --------------------------- | ---------- |
| Campeón                 | Universitario Salta         | Noroeste   |
| Final de ascenso        | Marabunta                   | Patagónica |
| Semifinales de ascenso  | Universitario Mar del Plata | Pampeana   |
| Semifinales de ascenso  | Teqüé                       | Oeste      |
| Cuartos de ascenso      | Jockey de Villa María       | Centro     |
| Cuartos de ascenso      | Universitario Rosario       | Litoral    |
| Cuartos de ascenso      | Santiago Lawn Tennis        | Noroeste   |
| Cuartos de ascenso      | Trébol                      | Uruguay    |
| Semifinales de descenso | Aranduroga                  | Noreste    |
| Semifinales de descenso | Sixty                       | Noreste    |
| Semifinales de descenso | Banco                       | Oeste      |
| Semifinales de descenso | Comercial                   | Pampeana   |
| Semifinales de descenso | San Martín                  | Centro     |
| Semifinales de descenso | Roca                        | Patagónica |
| Final de descenso       | Universitario Bahía Blanca  | Pampeana   |
| Descenso                | Tilcara                     | Litoral    |

### Torneo del Interior C
| Posición               | Equipo                 | Región     |
| ---------------------- | ---------------------- | ---------- |
| Campeón                | Cardenales             | Noroeste   |
| Final de ascenso       | Mendoza                | Oeste      |
| Semifinales de ascenso | San Juan               | Oeste      |
| Semifinales de ascenso | San Patricio           | Noreste    |
| Cuartos de ascenso     | Córdoba Rugby          | Centro     |
| Cuartos de ascenso     | Old Lions              | Noroeste   |
| Cuartos de ascenso     | El Nacional            | Pampeana   |
| Cuartos de ascenso     | Los Cardos             | Pampeana   |
| Primera fase           | Carlos Paz             | Centro     |
| Primera fase           | Provincial             | Litoral    |
| Primera fase           | Universitario Santa Fe | Litoral    |
| Primera fase           | CAPRI                  | Noreste    |
| Primera fase           | Bigornia               | Patagónica |
| Primera fase           | Comodoro               | Patagónica |
| Primera fase           | Carrasco Polo          | Uruguay    |
| Primera fase           | Pucarú                 | Uruguay    |

## Torneos regionales de clubes

### Torneo Regional del Noroeste
| Pos         | Equipo              |
| ----------- | ------------------- |
| Campeón     | Los Tarcos          |
| Subcampeón  | Tucumán Rugby       |
| Semifinales | Natación y Gimnasia |
| Semifinales | Huirapuca           |